# Diplacina fulgens
Diplacina fulgens – gatunek ważki z rodziny ważkowatych (Libellulidae).